# Distrito judicial de Coimbra
O Distrito Judicial de Coimbra é um dos quatro distritos judiciais de Portugal. Corresponde à jurisdição do Tribunal da Relação de Coimbra.
O Distrito judicial de Coimbra inclui os seguintes círculos judiciais: Alcobaça, Anadia, Aveiro, Castelo Branco, Coimbra, Covilhã, Figueira da Foz, Guarda, Leiria, Pombal, Seia, Tomar e Viseu. Cada um dos círculos, agrupa várias comarcas.